# Рюгенский мост
Рюгенский мост (нем. Rügenbrücke или Strelasundquerung) — вантовый преднапряжённо-железобетонный мост в земле Мекленбург — Передняя Померания, соединяет остров Рюген и город Штральзунд через пролив Штрелазунд.
Длина моста — 2831 м, состоит из двух частей, Штрелазундского моста длиной 1,8 км и разводного Цигельграбенского, позволяющего пропускать через пролив большие суда. Рюгенский мост был построен в 1930—1936 гг. и был призван заменить мост Рюгендамм, соединяющий материк с островом Денхольм. В 2004—2007 гг. был построен новый мост Штрелазундкверунг от Штральзунда до Рюгена, пересекающий Денхольм, но не обеспечивающий на него доступ. Рюгендамм продолжает использоваться как железнодорожный мост.